# Club Deportivo Eldense
Maillots
Actualités
Le Club Deportivo Eldense est un club de football espagnol basé à Elda et fondé le 17 septembre 1921.

## Historique
Le club passe 5 saisons en Segunda División (deuxième division) et 8 saisons en Segunda División B (troisième division).
Il réalise sa meilleure performance en D2 lors de la saison 1962/1963, où il se classe 8e du championnat (Groupe II), avec un total de 13 victoires, 3 matchs nuls et 14 défaites.
Le 25 juin 2023, le CD Eldense retrouve la deuxième division après 59 ans d'absence, en battant en finale des barrages le Real Madrid Castilla sur le score cumulé de 4-4 (1-1 à l'aller, et 3-3 au retour).

### Scandale: un match truqué par des paris?
Lors de la saison 2016-2017, le club d'Eldense, évoluant alors en D3 espagnole, se retrouve impliqué dans un scandale à la suite de soupçons de match truqué après la rencontre contre le FC Barcelona B (lourde défaite 0 - 12). On soupçonne des joueurs ainsi que l'entraîneur du club d'avoir pris part à des paris illégaux contre leur club,.

## Joueur emblématique
- Dani Mayo